# Dombås
Pour l’article ayant un titre homophone, voir Donbass.
Dombås est un village du comté d'Innlandet en Norvège se trouvant dans la kommune de Dovre. Il compte 1 185 habitants en 2012.

## Histoire
En 1913, la ligne de Dovre reliant Oslo et Trondheim a été prolongée et la Gare de Dombås a été construite. En avril 1940, le village et ses environs ont été le siège d'une bataille dans le cadre de la Campagne de Norvège lors de la Seconde Guerre mondiale.

## Personnalités liées à la localité
- Tora Berger et Lars Berger, skieurs nordiques sont licenciés au club de Dombås IL.